# TRA Lauter

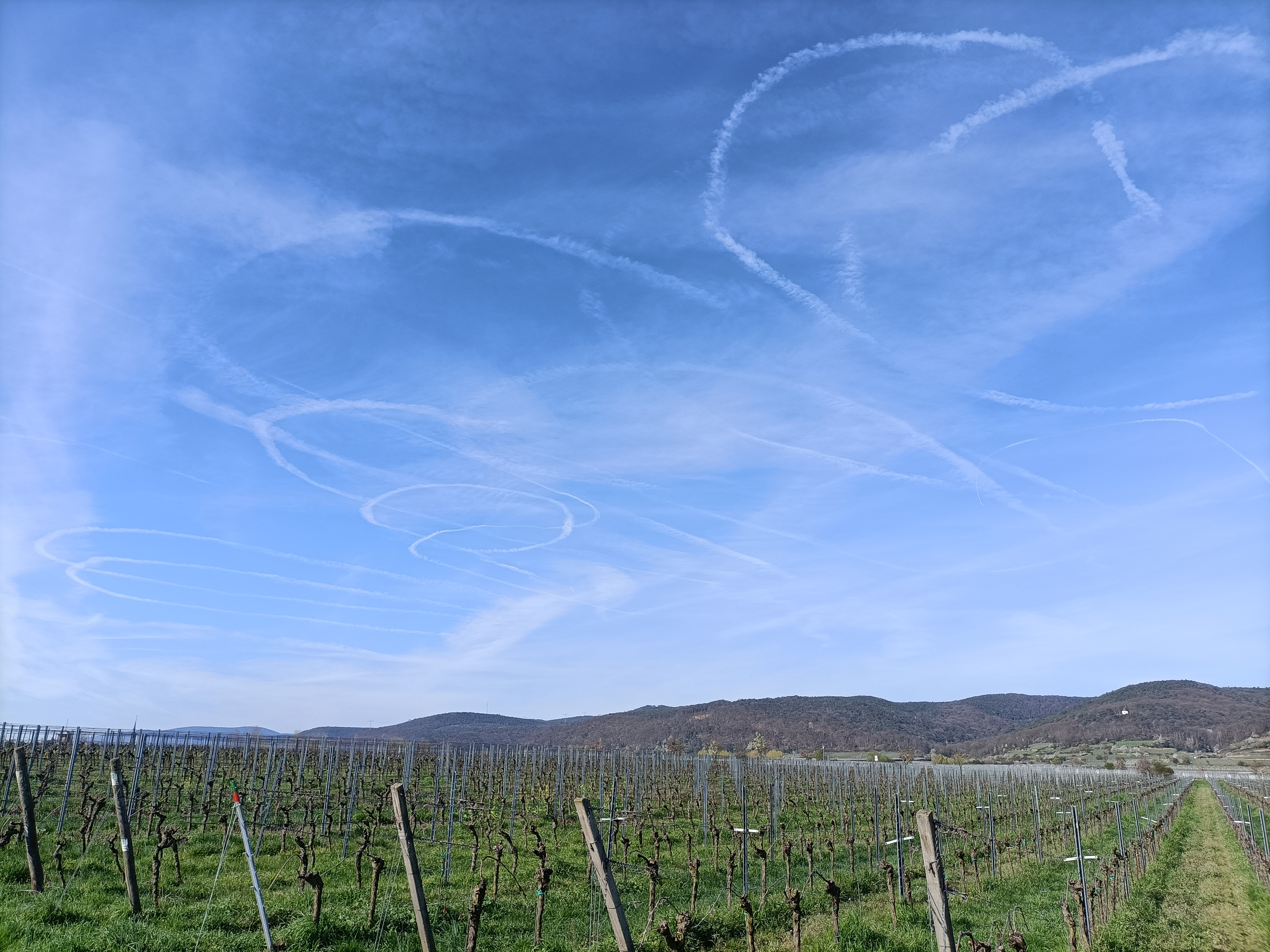
Kondensstreifen von Militärübungsflügen über dem Haardtrand

TRA Lauter ist ein Sonderluftraum über dem Südwesten Deutschlands, der für militärische Trainingsflugeinheiten zu bestimmten Zeiten für die zivile Luftfahrt gesperrt wird. Die Abkürzung „TRA“ steht für Temporary Reserved Airspace – vorübergehend reservierter Luftraum. Es gibt acht solcher Übungslufträume über Deutschland, von denen die TRA Lauter am intensivsten genutzt wird (Stand 2021).

## Ausdehnung
Die TRA Lauter erstreckt sich im Wesentlichen über der Pfalz, dem Saarland, dem Hunsrück und der Region um die Stadt Trier. Sie ist in vier Quadranten und in der Vertikalen in zwei Ebenen aufgeteilt: Die untere Ebene (TRA 205) reicht von ca. 3000 m ü. NHN (bzw. 4500 m ü. NHN, wenn die Art der Luftübung es zulässt) bis 7500 m ü. NHN, die obere Ebene (TRA 305) schließt sich oberhalb der unteren an.

## Nutzung
Im Jahr 2020 wurde der Übungsluftraum laut dem Bundesministerium der Verteidigung an 223 Tagen für durchschnittlich 2–3 Stunden „aktiviert“; insgesamt fanden in diesem Jahr 648 Übungsflüge statt. In der TRA Lauter werden von der Luftwaffe und den Luftstreitkräften anderer NATO-Staaten Luftkämpfe geübt, beispielsweise das Abfangen anderer Flugzeuge – anders als etwa im grenzüberschreitenden Übungsluftraum Polygone, der sich ebenfalls über dem Südwesten Deutschlands erstreckt, in dem für Angriffe vom Boden geübt wird. Unter den Kampfjets, mit denen in der TRA Lauter trainiert wird, sind Tornados, Eurofighter und F-16, die unter anderem von den Militärflugplätzen Büchel, Nörvenich und Spangdahlem zu ihren Übungsflügen aufsteigen.

## Kritik
Eine Bürgerinitiative, die sich für eine Reduktion des Fluglärms in den betroffenen Regionen einsetzt, kritisiert, dass die vom Verteidigungsministerium genannten Zahlen an Übungsflügen geschönt seien: zum einen würden die Einsätze mehrerer Kampfjets, die zeitgleich an einer gemeinsamen Übung teilnehmen, als nur ein Trainingsflug in die Statistik eingehen; zum anderen werde der Übungsluftraum auch unterflogen und solche Flüge würden ganz aus der Statistik herausfallen.